# Pere Casaldàliga i Pla
Pere Casaldàliga i Pla   (Balsareny, 16 de febrer de 1928 - Batatais, 8 d'agost de 2020) fou un religiós claretià, escriptor i poeta català, que va viure gran part de la seva vida al Brasil, país on era bisbe de la Prelatura territorial de São Félix, a l'estat de Mato Grosso. Va estar sempre vinculat a la teologia de l'alliberament i és reconegut internacionalment com un defensor dels drets de les persones menys afavorides. Va morir d'una malaltia respiratòria.

## Biografia
Fill d'una família tradicional, Casaldàliga neix a Balsareny, a la comarca del Bages, el 1928. De petit, va anar a l'escola de monges dominiques de Balsareny. Molt aviat sent la vocació sacerdotal i, als 9 anys, es trasllada a estudiar al seminari dels claretians de Vic.
Són especialment interessants els seus records de joventut: «Amb la guerra vaig aprendre a escoltar la gent gran, que comentava coses molt greus, fins i tot vaig aprendre a callar com ells. A la vella casa pairal del meu pare, habitada llavors per l'hereu, el meu oncle Josepet i els seus, moltes vegades vaig haver de silenciar –davant els milicians, ebris de vi i de preguntes– el parador de les monges de la primera escola o l'amagatall dels desertors, o el pas de qualsevol sacerdot o frare amb el nom canviat o indumentària sospitosa», explicava.
Pere Casaldàliga va dur a terme les seves primeres tasques com a sacerdot a Sabadell (entre el 1952 i el 1958), Barcelona, Barbastre i Madrid, i va exercir diverses funcions i càrrecs dins de la comunitat dels claretians: formador, director de la revista Iris, responsable del Seminari de Barbastre, etc. La seva visió d'una església «diferent», basada en l'exercici d'una fe adulta, corresponsable, lliure, pobra i sense jerarquies imposades, el va dur a ser pioner en una nova manera de fer comunitat.

### Al Brasil
Seguint la seva vocació missionera, el 1968 viatjà al Brasil per a fundar una missió claretiana a la regió de l'Araguaia, a l'estat del Mato Grosso, a l'Amazònia. Des d'aleshores, no va tornar mai més als Països Catalans.
En arribar a l'Araguaia va trobar una regió sense cap presència de l'Estat. Sense metges ni escoles. On l'única llei era la «llei del 38», imposada pels grans terratinents contra els petits camperols sense terra i els pobles indígenes. En poc temps, Casaldàliga va enterrar 1.000 peons «sovint sense taüt i moltes vegades sense nom».
El 27 d'abril de 1970 fou nomenat administrador apostòlic de la prelatura que acabava de fundar, i el 23 d'octubre de l'any següent fou nomenat bisbe titular de São Félix do Araguaia.
El mateix dia de la seva ordenació episcopal, Casaldàliga va fer públic un extens document on analitzava detalladament cada un dels casos d'explotació i maltractament de petits camperols i indígenes apuntant responsables i causes. El document, titulat «Una església de l'Amazònia en conflicte amb el latifundi i la marginació social», és considerat un dels més importants en la història de la lluita per la terra al Brasil.
Fruit d'aquella primera denúncia i del compromís obertament assumit a favor dels camperols, peons i pobles indígenes, i contra els terratinents i les empreses de l'agronegoci, Casaldàliga va rebre nombroses amenaces de mort i va patir diversos intents d'assassinat en va.
Seguidor de la teologia de l'alliberament, Casaldàliga va ser bisbe d'aquesta prelatura de l'Amazònia durant quaranta anys. En tot aquest temps, va construir una església popular, oberta, compromesa, coherent i que opta decididament i obertament pels més pobres.
Les seves posicions obertament favorables a una profunda renovació de l'Església, el van dur a tenir problemes amb el Vaticà durant el papat de Joan Pau II. El 1988 va ser cridat al Vaticà per a explicar la seva conducta, la seva orientació pastoral i la seva posició política.
Això no obstant, més enllà de l'acció que va dur a terme a l'Araguaia, Casaldàliga va ser fundador i impulsor de pastorals i moviments socials que avui són referència mundial en la lluita per la terra i pels drets dels petits camperols i indígenes, com ara la Comissão Pastoral de la Terra, el Conselho Indigenista Missionário, o el Moviment dels Treballadors Rurals Sense Terra.
En complir els 75 anys, Casaldàliga presentà la seva renúncia com a bisbe, tal com suggereix el Codi de Dret Canònic. Amb tot, va decidir romandre a la diòcesi que havia presidit durant més de 35 anys i va reclamar la participació de la comunitat en l'elecció del seu successor. El 2 de febrer de 2005 va ser rellevat,però continuà treballant amb els indígenes i camperols.
El 2006 rebé el Premi Internacional Catalunya, concedit per la Generalitat de Catalunya.

## Defunció
Pere Casaldàliga, l'anomenat «bisbe dels pobres», morí el 8 d'agost de 2020 als 92 anys. Fou enterrat a Sao Félix do Araguaia, el poble on va passar més de 50 anys dedicat a la defensa de la comunitat indígena. Les restes de Casaldàliga descansen juntament amb les de camperols i indígenes en un cementiri del poble karajà, a pocs metres del riu Araguaia. Al mateix lloc on ell va enterrar centenars de camperols, moltes vegades sense nom, el bisbe fou sepultat sota un arbre de pequi, símbol de la cultura regional.
En una cerimònia austera, el taüt del bisbe català estigué acompanyat d'un rem i un barret de palla, els estris que va triar en la seva ordenació com a bisbe, en comptes del bàcul i la mitra típics. Representants de l'ètnia xavante, als quals Casaldàliga sempre va defensar, foren els encarregats de portar el taüt amb les restes del bisbe. Assistiren a la cerimònia amb el tors pintat de negre i vermell i col·locaren una creu de fusta damunt les tomba del bisbe.

## Llegat
Casaldàliga va publicar més de 50 obres de prosa i poesia, que es poden consultar lliurement a internet, i va concedir centenars d'entrevistes arreu del món. Tota aquesta documentació es conserva classificada a l'Arxiu de la Prelatura de São Félix do Araguaia, la qual conté més de 300 mil documents que són un reflex de la història de la lluita per la terra a Llatinoamèrica.
El 2013 s'estrenà una minisèrie amb la participació de TV3 sobre la seva vida, titulada Descalç sobre la terra vermella, que està basada en el llibre homònim que va escriure Francesc Escribano.

## Obra publicada
Va publicar obres tant en català, com en castellà i portuguès, entre les quals destaquen Yo creo en la justicia y en la esperanza (1975), Pere Llibertat (1978), Aïrada esperança (1978), Cartas a mis amigos (1992), Sonetos neobíblicos, precisamente (1996), Evangelio y Revolución i Amerindia, Morte e Vida (2000):
- Palabra ungida (1955)
- África de Colores (Promoción Popular Cristiana, 1961)
- Una Iglesia de la Amazonía en conflicto con el latifundio y la marginación social (1971)
- Clamor elemental (1971)
- Yo creo en la justicia y en la esperanza (1975)
- La muerte que da sentido a mi credo (diari 1975-1977)
- En rebelde fidelidad (diari 1977 - 1983)
- Pere Llibertat (1978)
- Aïrada esperança (1978)
- Missa da terra sem males (amb Pedro Tierra, 1980)
- Comunidade, ecumenismo e libertação (1983)
- Experiencia de Dios y Pasión por el Pueblo (1983)
- Cantares de la eterna libertad (1984)
- Fuego y ceniza al viento. Antología espiritual (1984)
- Nicaragua, combate y profecía (1986)
- Francisco Jentel, defensor do povo do Araguaia (1986)
- El tiempo y la espera (1986)
- Encara avui respiro en català (1987)
- El vuelo del Quetzal (1988)
- A l'aguait del Regne. Antologia de textos 1968-1988 (1989)
- Todavía estas palabras (1989)
- Les coqs de l'Araguaïa (1989)
- Aguas do Tempo (1989)
- Durst nach Liebe und Grechtigkeit (1989)
- La flor de Izote que rebrota entre ruinas y cenizas (amb Jon Sobrino i Pablo Richard, 1990)
- Llena de Dios y tan nuestra. Antología Mariana (1991)
- Sobre la opción por los pobres (1991)
- Cartas a mis amigos (1992)
- Espiritualidad de la Liberación (amb José María Vigil, 1992)
- Nuestra espirtiualidad (1993)
- Sonetos neobíblicos, precisamente (1996)
- Ameríndia, morte e vida (amb Pedro Terra, 1997)
- Evangelio y Revolución i Amerindia, Morte e Vida (2000)
- Cuando los días dan que pensar. Memoria, ideario, compromiso (2005)
- Orações da caminhada (2005)
- Versos adversos: antologia (amb Enio Squeff, 2006)
- Martírio do padre João Bosco Penido Burnier (2006)
- Cartes marcades (2007)
- Con Jesús, el de Nazaret (2005)
- Els ulls dels pobres (amb Joan Guerrero, 2005)
- Una vida enmig del poble (2007)
- Joventut amb esperit (amb pròleg de Josep Maria Soler, Editorial Claret, 2018)